# حسين علي واحد
حسين علي واحد هو لاعب كرة قدم عراقي في مركز الوسط المهاجم ولد في يوم 8 تشرين الأول 1992، يلعب حالياً مع نادي الميناء الرياضي في العراق، لعب أول مباراة دولية في يوم 10 تشرين الأول ضد منتخب اليمن لكرة القدم وسجل أول أهدافه الدولية.

## روابط خارجية
- حسين علي واحد على موقع ناشيونال فوتبول تيمز (الإنجليزية)